# Diego Valerga
Diego Valerga (ur. 1 października 1971 w Buenos Aires) – argentyński szachista, arcymistrz od 2008 roku.

## Kariera szachowa
Do szerokiej czołówki argentyńskich szachistów należy od pierwszych lat 90. XX wieku, w 1993 roku debiutując w finale indywidualnych mistrzostw kraju. W turniejach tych uczestniczył kilkukrotnie, najlepszy wynik osiągając w 2008 w Mendozie, gdzie podzielił I miejsce, wspólnie z Rubenem Felgarem i Fernando Peraltą (w dogrywce zajął III m. i zdobył brązowy medal). W 2006 roku wystąpił w narodowej drużynie na szachowej olimpiadzie w Turynie.
Normy na tytuł arcymistrza zdobył w Vicente Lopez (dwukrotnie: 2001, dz. I m. wspólnie z Sergio Slipakiem oraz 2003 roku, I m.) i Buenos Aires (2008, II m. za Andresem Rodriguezem Vilą). Do innych jego indywidualnych sukcesów należą m.in.:
- Santiago (1995, turniej strefowy, III m. za Ivanem Moroviciem Fernandezem i Jorge Sanchezem Almeyrą(inne języki)),
- Villa Ballester – dwukrotnie I m. (1997, 2003) oraz dz. II m. (2005, za Diego Floresem),
- Villa Martelli (2004, II m. za Diego Floresem),
- Vicente Lopez (2006, I m. oraz 2008, memoriał Roberta Fischera, dz. I m. wspólnie z Mauricio Floresem Riosem),
- Buenos Aires (2007, dz. I m.).

Najwyższy ranking w dotychczasowej karierze osiągnął 1 stycznia 2009 roku, z wynikiem 2523 punktów zajmował wówczas 6. miejsce wśród argentyńskich szachistów.